# Кіноконцерт 1941 року
«Кіноконцерт 1941 року» — радянський чорно-білий фільм-концерт, поставлений на кіностудії «Ленфільм» в 1941 році режисерами Ісааком Менакером, Адольфом Мінкіним, Гербертом Раппапортом, Семеном Тимошенком, Михайлом Цехановським і Михайлом Шапіро. Прем'єра фільму в СРСР відбулася 16 червня 1941 року.

## Сюжет
Фільм являє собою концертну програму з окремих музичних номерів. У ньому представлені такі всесвітньо відомі майстри радянського театру, як М. Д. Михайлов (в його виконанні звучить «Шотландська застільна пісня»), Галина Уланова в балетному номері «Вмираючий лебідь», Вахтанг Чабукіані постане в сцені з балету «Тарас Бульба», а Сергій Лемешев виконає баладу і пісеньку Герцога з опери «Ріголетто». В концерті просутня і Лідія Русланова, вона виконала пісню «І хто його знає».

## Учасники
- [Музичний супровід]. У виконанні засл. колективу Республіки оркестру Ленінградської ордена Трудового Червоного Прапора Державної філармонії 
 під керуванням  Засл. арт. РРФСР  Євгена Мравинського
- Вальс квітів 
 з балету «Лускунчик» П. І. Чайковського
- Л. Бетховен Шотландська застільна пісня 
 Виконує  Нар. арт. СРСР  Максим Михайлов
- І. Альбеніс Наварра 
 Виконують лауреати всесоюзних і міжнародних конкурсів 
 Еміль Гілельс 
 Яків Флієр (фортепіанний дует)
- К. Сен-Санс Вмираючий лебідь 
 Виконує Нар. арт. Респ. Галина Уланова
- Виконавиця російських пісень 
 Лідія Русланова 
 Співає пісню І хто його знає
- Залізничний джаз Ц. Д. К. Ж. 
 Художній керівник і диригент Дмитро Покрасс 
 Музичний керівник Данило Покрасс 
 За участю лауреатів всесоюзного конкурсу естради Михайла Харитонова і Миколи Тіберга
- Засл. арт. РРФСР  Сергій Лемешев 
 виконує баладу і пісеньку Герцога з опери «Ріголетто» Дж. Верді 
 Циганський танець виконує Тетяна Оппенгейм
- Тарас Бульба 
 Сцена з балету в постановці Ленінградського державного ордена Леніна академічного театру опери та балету ім. С. М. Кірова 
 Музика — Василя Соловйова-Сєдого 
 Постановка Засл. балетмейстера Федора Лопухова, (режисера) І. К. Ковтунова
- Солісти: 
 Тарас Бульба  Засл. арт. РРФСР Михайло Дудко 
 Остап  Засл. арт. РРФСР  Сергій Корєнь 
 Андрій  Засл. деят. мистецтв  Вахтанг Чабукіані
- Павло Кадочников —  моряк в номері Максима Михайлова   (в титрах не вказаний)
- Ніна Латоніна —  дівчина в номері Лідії Русланової   (в титрах не вказано)

## Знімальна група
- Режисери: 
 Ісаак Менакер 
 Адольф Мінкін 
 Герберт Раппапорт 
 Семен Тимошенко 
 Михайло Цехановський 
 Михайло Шапіро
- Оператори —  Засл. арт. БРСР  — Аркадій Кальцатий, Веніамін Левітін
- Художники — Семен Мандель, Павло Бетакі
- Звукооператори — Лев Вальтер, Іван Дмитрієв, Юрій Курзнер
- Директор картини — Н. Шапіро
- Асистенти: 
 режисера — Йосип Гиндин, Максим Руф 
 оператора — Н. Шифрін, А. Зазуліна 
 художника — Шеллі Биховська, Тамара Левицька 
 по монтажу — Євгенія Маханькова, Валентина Миронова, Н. Разумова, А. Рузанова
- Музичне оформлення — Дмитро Астраданцев, Б. Тилес
- Комбіновані зйомки — Георгій Шурков (оператор), Едгар Штирцкобер (оператор), Марина Бологовська (художник), Михайло Кроткін (художник)